# Redan (fortyfikacja)

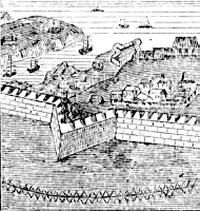
Redan w składzie linii umocnień

Redan – odkryte od tyłu dzieło fortyfikacyjne w dawnej fortyfikacji polowej, o dwóch czołach stykających się pod kątem 60-120°.
Czoła redanu wykonane były w postaci wałów ziemnych osłoniętych fosą. Często redany były wykonane z barkami (dalszymi częściami wałów, zaginającymi się do wnętrza redanu, na wzór bastionu w fortyfikacji stałej). Mały redan o rozwartym kącie między czołami nazywany był fleszem. W XVIII i XIX wieku budowano redany jako pojedyncze budowle fortyfikacyjne lub w składzie ciągłej linii umocnień, w której poszczególne redany były łączone prostymi odcinkami wałów.